# NWSL Shield
 (mars 2020).
Si vous disposez d'ouvrages ou d'articles de référence ou si vous connaissez des sites web de qualité traitant du thème abordé ici, merci de compléter l'article en donnant les références utiles à sa vérifiabilité et en les liant à la section « Notes et références ».
Le NWSL Shield est un prix annuel décerné à l'équipe de la Ligue nationale de soccer féminin (NWSL) avec le meilleur record de la saison régulière, tel que déterminé par le système de points NWSL. Le NWSL Shield est décerné chaque année depuis 2013 et est reconnu comme un trophée majeur par la ligue.

## Gagnantes du NWSL Shield
La liste ci-dessous présente l'ensemble des équipes ayant gagné le trophée depuis sa mise en place.
- Remporte la finale
- Défaite en finale
- Défaite en demi-finale

| Saison | Équipe                                          | Points                                          | Parcours en série                                    | Nb                                              |
| ------ | ----------------------------------------------- | ----------------------------------------------- | ---------------------------------------------------- | ----------------------------------------------- |
| 2013   | Flash de Western New York                       | 38                                              | Défaite en finale contre Portland                    | 1                                               |
| 2014   | Reign de Seattle                                | 54                                              | Défaite en finale contre Kansas City                 | 1                                               |
| 2015   | Reign de Seattle                                | 43                                              | Défaite en finale contre Kansas City                 | 2                                               |
| 2016   | Thorns de Portland                              | 41                                              | Défaite en demi-finale contre Western New York       | 1                                               |
| 2017   | Courage de la Caroline du Nord                  | 49                                              | Défaite en finale contre Portland                    | 1                                               |
| 2018   | Courage de la Caroline du Nord                  | 57                                              | Remporte la finale                                   | 2                                               |
| 2019   | Courage de la Caroline du Nord                  | 49                                              | Remporte la finale                                   | 3                                               |
| 2020   | Non disputée à cause de la pandémie de Covid-19 | Non disputée à cause de la pandémie de Covid-19 | Non disputée à cause de la pandémie de Covid-19      | Non disputée à cause de la pandémie de Covid-19 |
| 2021   | Thorns de Portland                              | 44                                              | Défaite en demi-finale contre les Chicago Red Stars  | 2                                               |
| 2022   | OL Reign                                        | 40                                              | Défaite en demi-finale contre le Kansas City Current | 3                                               |
| 2023   | Wave de San Diego                               | 37                                              | Défaite en demi-finale contre OL Reign               | 1                                               |
| 2024   | Pride d'Orlando                                 | 60                                              | Remporte la finale                                   | 1                                               |